# Macrorregión Norte
La Macrorregión Norte es un grupo de departamentos del Perú ubicados en el área septentrional del país.Está compuesta por los departamentos de Amazonas, Áncash, Cajamarca, La Libertad, Lambayeque, Piura, San Martín y Tumbes.

## Historia

### Orígenes y primeras migraciones
A pesar de que los vestigios del poblamiento del Perú datarían desde el 8000 a. C. Hombre de Paiján (8,000 a. C.), la primera civilización propiamente dicha en el Perú estuvo en Chavín, el primer postulado de inmigración hacia el Perú lo realizó el arqueólogo peruano Julio César Tello en su Teoría autoctonista, quien al observar los ídolos de Chavín de Huántar (reptiles y felinos) dedujo que sus habitantes migraron desde la amazonía hacia la cordillera, y desde Chavín la influencia de esta cultura se extendió por Sudamérica.
Posterior a la cultura Chavín, florecen los Moches, Lambayeque, Chachapoyas y Chimus. El caso particular de la cultura Moche es importante para la etnografía peruana, debido a que gracias a su cerámica escultórica (huacos retratos), podemos observar costumbres, vestimentas, métodos de pesca, sanación, rituales religiosos y hasta la personalidad de su población.
Otras culturas fueron: Vicús, cupisnique, Gallinazo, Sechín, etc.

### El Sólido Norte
En el campo político una de las acepciones históricas de esta región del país es el "Sólido Norte" o Norte Grande, que era un término de uso frecuente entre los militantes de la Alianza Popular Revolucionaria Americana (APRA), quienes lo llamaban así en contraposición al Norte Chico (Perú), compuesto por las provincias del departamento de Lima, tradicionalmente apristas.

## Geografía
Las características geográficas del norte peruano están determinadas por el hecho de encontrarse en el espacio intermedio entre las secciones septentrional y central de los Andes. En términos ecológicos, la macrorregión que nos ocupa está conformada por una gran porción de bosque seco ecuatorial (la mayor parte de Tumbes, Piura y Lambayeque y porciones de Cajamarca y San Martín), una franja costera desértica (desde Piura hasta Trujillo que se prolonga hacia el sur), una gran porción con características de selva alta (parte de la sierra de Piura y Cajamarca pero sobre todo el sur de Amazonas y las partes altas de San Martín), una sección de bosque tropical amazónico (norte de Amazonas y la mayor parte de San Martín), una pequeña franja de territorio de Puna (que cruza La Libertad y se interna en Cajamarca) y otra de serranía esteparia (La Libertad). (ver mapa “Ecoregiones”). Además, la península de Illescas es el límite entre las aguas cálidas ecuatoriales y las aguas templadas propias a la mayor parte de la costa peruana. El área costera desde Tumbes a Piura es el más sensible a las lluvias generadas por El Fenómeno El Niño (FEN). La franja costera está cruzada por numerosos ríos que forman oasis agrícolas. De norte a sur: Tumbes, Chira, Piura, Lambayeque, Zaña, Jequetepeque, Chicama, Moche y Chao-Virú; todos estos ríos nacen en las cumbres de la cordillera occidental, por lo que son vías de penetración a la sierra (a excepción de los ríos Tumbes y Chira cuyas nacientes se encuentran en el Ecuador). La franja central de la región es en su mayor parte integrante de la alta cuenca del río Marañón: en la sierra de Cajamarca y La Libertad nace una serie de pequeños ríos tributarios, sobre todo por la margen izquierda; del este de Piura y norte de Cajamarca nace el Huancabamba, principal afluente serrano del Marañón, mientras que en Amazonas nacen sus afluentes amazónicos (Cénepa, Santiago y Chiriaco). El noreste pertenece a la cuenca del alto Huallaga, en San Martín, cruzado por cuatro afluentes principales (Biabo, Saposoa, Mayo y Tocache).

## Organización territorial
| Departamento | Capital     | Ciudad más poblada | Población 2017 | Población 2020 | Gobernador               |
| ------------ | ----------- | ------------------ | -------------- | -------------- | ------------------------ |
| Amazonas     | Chachapoyas | Chachapoyas        | 379 384        | 426 806        | Oscar Altamirano Quispe  |
| Áncash       | Huaraz      | Chimbote           | 1 083 519      | 1 180 638      | Juan Carlos Morillo      |
| Cajamarca    | Cajamarca   | Cajamarca          | 1 341 012      | 1 453 711      | Mesías Guevara Amasifuén |
| La Libertad  | Trujillo    | Trujillo           | 1 778 080      | 2 016 771      | Manuel Llempén Coronel   |
| Lambayeque   | Chiclayo    | Chiclayo           | 1 197 260      | 1 310 785      | Anselmo Lozano Centurión |
| Piura        | Piura       | Piura              | 1 856 809      | 2 047 954      | Servando García Correa   |
| San Martín   | Moyobamba   | Tarapoto           | 813 381        | 899 648        | Pedro Bogarín Vargas     |
| Tumbes       | Tumbes      | Tumbes             | 224 863        | 251 521        | Wilmer Dios Benites      |

## Ciudades
La macrorregión norte es lugar de algunas de las más importantes ciudades del país ya sean costeñas como Trujillo, Chiclayo o Piura, andinas como Cajamarca o Huaráz o bien selváticas como Tarapoto, Jaén o Moyobamba.

### Ciudad más poblada por departamento
| Departamento | Ciudad       | Población Censo 2017 | Población Estimada 2022 |
| ------------ | ------------ | -------------------- | ----------------------- |
| La Libertad  | Trujillo     | 919 900              | 1 111 300               |
| Lambayeque   | Chiclayo     | 552 500              | 609 400                 |
| Piura        | Piura        | 473 000              | 562 300                 |
| Áncash       | Chimbote     | 354 300              | 402 600                 |
| Cajamarca    | Cajamarca    | 201 329              | 243 800                 |
| San Martín   | Tarapoto     | 144 800              | 194 272                 |
| Tumbes       | Tumbes       | 101 490              | 108 200                 |
| Amazonas     | Bagua Grande | 32 519               | -                       |

### Ciudades más pobladas
| Departamento | Ciudad    | Población Censo 2017 | Población Estimada 2022 |
| ------------ | --------- | -------------------- | ----------------------- |
| La Libertad  | Trujillo  | 919 900              | 1 111 300               |
| Lambayeque   | Chiclayo  | 552 500              | 609 400                 |
| Piura        | Piura     | 473 000              | 562 300                 |
| Áncash       | Chimbote  | 354 300              | 402 600                 |
| Cajamarca    | Cajamarca | 201 329              | 243 800                 |
| Piura        | Sullana   | 184 900              | 206 200                 |
| San Martín   | Tarapoto  | 144 800              | 194 272                 |
| Áncash       | Huaraz    | 118 836              | 140 000                 |
| Tumbes       | Tumbes    | 101 490              | 108 200                 |
| Piura        | Talara    | 91 444               | 102 400                 |

## Población
En la Macrorregión Norte se ubican 5 de las Ciudades más pobladas del país como son Trujillo, Chiclayo, Piura, Chimbote y Sullana.
| Ciudades más pobladas de la Macronorte |                |             |                |               |
|                                        |                |             |                |               |
| Trujillo (1.º)                         | Chiclayo (2.º) | Piura (3.º) | Chimbote (4.º) | Sullana (5.º) |

Según el Instituto Nacional de Estadística e Informática del Perú, los habitantes empadronados en el último censo del año 2007 eran 10.301.252 habitantes, los cuales para la actualidad es un aprox. de 11 millones de habitantes.
En los últimos cincuenta años la población norte se ha triplicado alcanzando la tasa anual de crecimiento de 2,25%[cita requerida]. El incremento de la población en los períodos intercensales 1940-1976 y 1976-1992. De las ciudades más pobladas e importantes del país 5 se encuentran en la macrorregión norte: Trujillo, Chiclayo, Piura, Chimbote y Sullana. Además están ubicados en la macrorregión norte el segundo, tercer Y cuarto departamento más poblado del Perú: Piura, La Libertad y Cajamarca respectivamente. Otras ciudades con gran población son: Cajamarca, Tarapoto, Huaraz y Jaén.    

### Etnografía

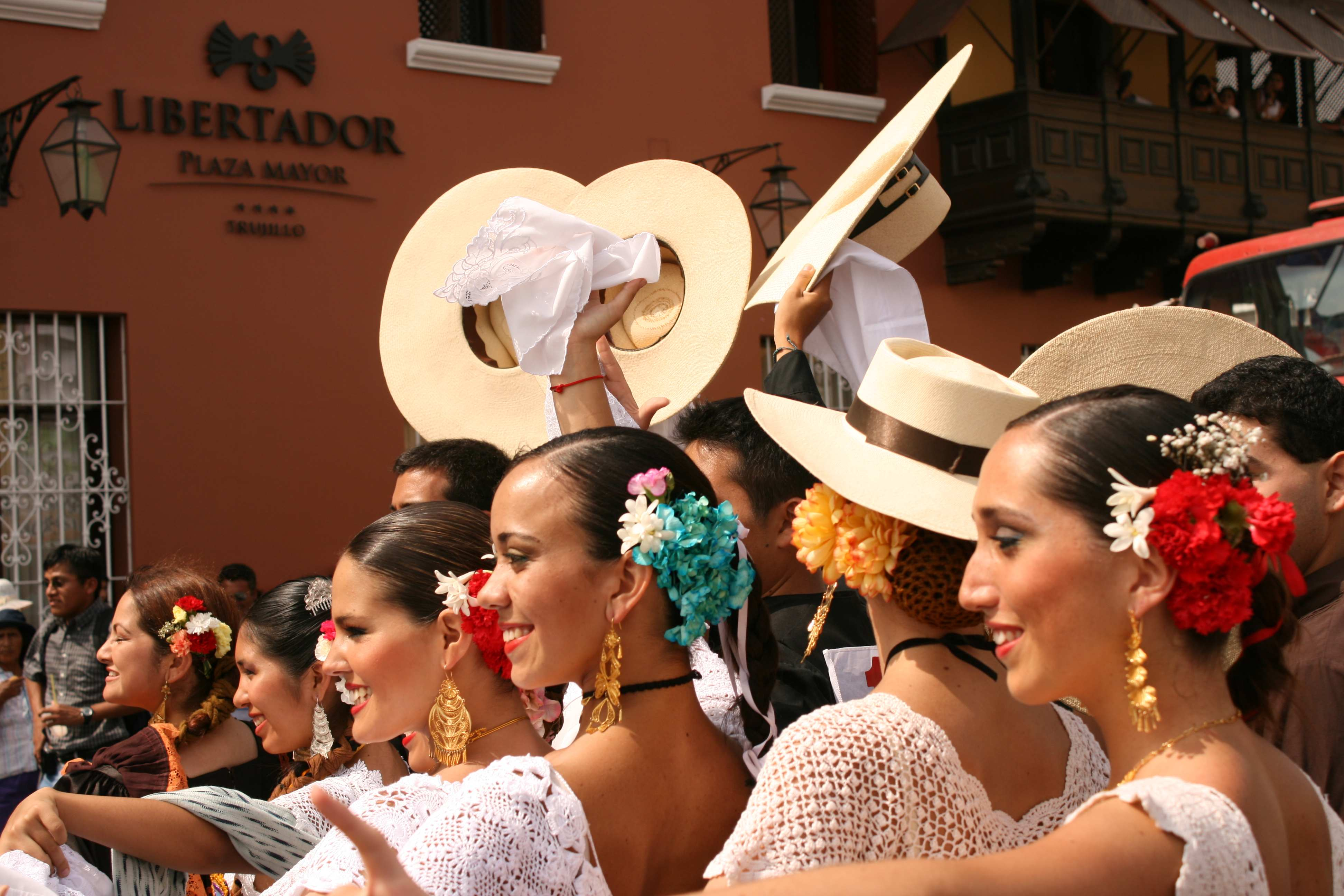
La Marinera norteña es la expresión artística más representativa de región

Para comprender la realidad sociocultural de la macrorregión norte es necesario comprender la diversidad cultural autóctona influenciada por el constante mestizaje de los indígenas con la cultura occidental europea, así como el aporte de migraciones principalmente del Lejano Oriente y del África subsahariana.
En las distintas etapas de la historia en la macrorregión norte el sistema de mitos y creencias, así como la religión y las costumbres han ido variando. Si bien se observa una mayoría cristiana, ésta religión se entremezcla con elementos de las culturas autóctonas, de la misma manera costumbres, creencias y leyendas alóctonas se han entronizado a tal punto de ser consideradas propias y tradicionales.
Desde el punto de vista lingüístico, la macrorregión norte ostenta un considerable número de lenguas autóctonas, aunque en franco retroceso ante el castellano (lengua oficial del Estado peruano).
De la misma manera como el Perú tiene a un mestizaje generalizado de todos sus segmentos étnicos, también sus costumbres, lenguas, creencias y religión, van adoptando nuevas características.

### Idiomas
El español es el primer idioma del casi 90 % de norteño mayores de 5 años y es el lenguaje primario del país. Este coexiste con varias lenguas nativas, de las cuales la más importante es el quechua, hablada por el 5 % de la población en 2007[cita requerida]. Para ese mismo año otras lenguas nativas (departamentos selváticos) y extranjeras habladas.

### Religión
En la macrorregión Norte la religión mayoritaria es el catolicismo. Según el censo del 2007, el aprox 90% de la población mayor de 12 años se considera católica, 9 % evangélica, 1 % pertenecen a otras religiones[cita requerida]. Una de las manifestaciones religiosas más prominentes es la procesión del Señor Cautivo de Ayabaca y la Virgen de la Puerta. En el Perú como en el resto de Latinoamérica hay además una gran cantidad de devociones a la cruz así como muchas advocaciones marianas como la Virgen de Guadalupe ( Pacasmayo) y Cruz de Motupe. La macronorte del Perú cuenta con 2 arquidiócesis: la de Piura y Trujillo, con 8 diócesis y 2 prelaturas[cita requerida].

## Turismo

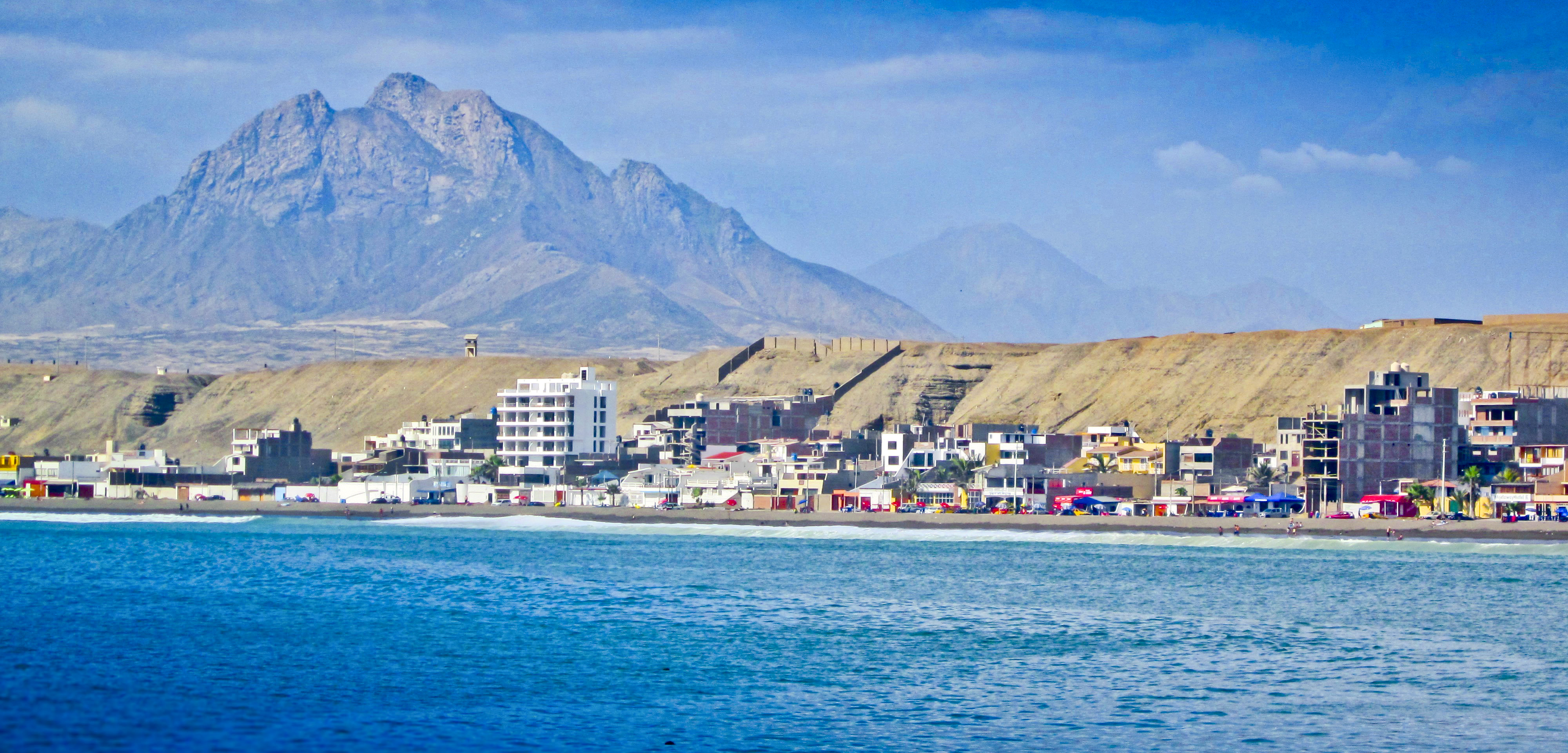
Huanchaco, La Libertad

En la macrorregión norte se desarrollaron varias de las Civilizaciones Pre-incas en Perú cuyo legado arquitectónico expresado en Chavín de Huántar, Kuélap, Chan Chan, Las Tumbas del Señor de Sipán, Marcahuamachuco, etc; son visitados por miles de turistas, asimismo en esta región se encuentran las playas catalogadas como las más hermosas del país como Punta Sal, Máncora, Colan, Cabo Blanco, Pimentel, Chicama, Pacasmayo, Tortugas y Huanchaco. Actualmente el gobierno peruano por medio del ministerio de turismo viene impulsando el circuito turístico denominado "la Ruta Moche" por lo que si se desea conocer las Civilizaciones Milenarias pre-incas este es el tour para usted. En esta ruta visitará lugares más famosos y también los aún no famosos pero muy impresionantes e interesantes, complejos arqueológicos y pueblos que aún mantienen las costumbres de sus ancestros, incluye ciudades con una cultura muy rica y con gente abierta y amistosa como Cajamarca. Este tour incluye lugares como Trujillo y también El Museo de las Tumbas Reales del Señor de Sipán en Chiclayo, además de ofrecer la oportunidad de ver y experimentar como vive la gente en el norte del Perú.
Perú posee la Cordillera de los Antes y en un tour por la macrorregión norte será posible apreciarla muy de cerca. Si le gusta la combinación de sol y frío, entonces este tour es para usted. Podrá apreciar la de las Montañas nevadas y de los lagos así como lugares con mucha cultura, historia y arqueología.
La zonas altoandinas de la macrorregión norte también poseen gran atractivo turístico tales como los baños del Inca en la región Cajamarca, los paisajes naturales del nevado del Huascarán en la región Ancash, Wiracochapampa cerca a Huamachuco en la Región la Libertad, etc.
La macrorregión norte no sólo tiene las zonas Arqueológicas y culturales preíncas sino también posee como atractivo turístico a la Selva Amazónica en las regiones San Martín y Amazonas. Para la gente que desea descubrir cultura e historia y además disfrutar del Río Mayo y tener un contacto con su increíble flora y fauna un tour por la macrorregión norte es muy recomendado. Visite las ciudades más importantes de la zona norte de Perú, disfrute de Paisajes, Lugares naturales, Lugares históricos y culturales, Civilizaciones antiguas, tesoros y mucho más.
| Destinos turísticos del Norte Peruano |                          |                             |                          |
|                                       |                          |                             |                          |
| Huascarán Ancash                      | Máncora Piura            | Huanchaco La Libertad       | Punta Sal Tumbes         |
|                                       |                          |                             |                          |
| Chan Chan La Libertad                 | Baños del Inca Cajamarca | Marcahuamachuco La Libertad | Chavín de Huántar Ancash |

## Cultura
La cultura del Norte del Perú, está dividida en costeña, serrana y amazónica o selvática. En lo que se ha dado en llamar lo norteño influyen elementos culturales de las más diversas índoles: ya sean los modernos, los antiguos, los reciclados. La forma de vida en el norte peruano incluye muchos aspectos de los pueblos prehispánicos principalmente del período colonial, pues esta es la zona del Perú que tiene mayor influencia hispana. Otros aspectos importantes de su cultura, son los valores, la unidad familiar, el respeto, el trabajo duro y la solidaridad de la comunidad.
El norte peruano ha cambiado rápidamente durante el siglo XX. En varias formas, la vida contemporánea en las ciudades, ha llegado a ser muy similar a la de las grandes ciudades del mundo. Sin embargo, aún existen pueblos norteños que siguen la forma de vida de sus antepasados. Las áreas urbanas más grandes son: Trujillo, Chiclayo, Chimbote y Piura.

### Música y danza

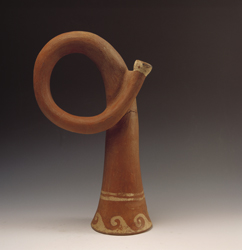
Trompeta de terracota perteneciente a la cultura Moche.

La música del Norte del Perú es producto de la fusión a través de muchos siglos. Existen 3 géneros de música norteña: andina, criolla y amazónica. Estas se pueden clasificar en música y danzas de la costa peruana, sierra peruana y Amazonia Peruana. La música criolla tradicional de la costa es muy variada debido a que justamente esta es la región donde mayor mestizaje hubo y actualmente hay, conocida como música criolla dentro de la cual también encontramos las danzas afroperuanas.
Las ciudades norteñas de la costa tuvieron gran influencia de Lima y el extranjero, por ello también se practica el conocido Vals Peruano o vals criollo (cultivado en otros países sobre todo en Argentina, dentro de los aficionados al tango). La música criolla norteña, de las regiones de La Libertad y Lambayeque viene la reconocida Marinera Norteña; quien es tocada en banda, tambores y trompetas. Esta versión a diferencia de la anterior no es de salón, sino es muy vistosa y alegre, motivo de festivales que atraen mucho incluso cuando se presentan los famosos campeonatos del caballo de paso peruano. Más al norte de Piura, Lambayeque y Tumbes vienen la cumanana (de influencia mulata y afroperuana), el agitanado emotivo piurano tondero y el triste que muchas veces va acompañado dentro de la expresión propia del norte del Perú Triste con fuga de Tondero.
Las regiones de la sierra norteña tienen su música similar a la del centro pero con algunas diferencia, como el carnaval cajamarquino. En la selva las danzas típicas selvaticas son las que más destacas.
El norte tiene también importantes cantantes de rock y de música criolla entre otros géneros: como Tania Libertad y la banda roquera campo de Almas. Otros grupos de gran fama son los de Cumbia norteña: Grupo 5, Hermanos Yaipen, Hermanos Silva, Armonía 10, Nancy Pinzón Moran, etc. Lograron llegar a las clases más acomodadas del país.
La tecnocumbia es otro género que tuvo origen en la selva norteña, además de otros grupos femeninos.

### Lengua
Dentro del Territorio de la Macronorte se encuentran tres tipos de español peruano: ribereño, andino, ecuatorial y amazónico. Además de dos subdialectos: norperuano ribereño y los de influencia Afro y Andino.
- norperuano ribereño:

El español norperuano ribereño, también conocido como español norteño peruano ribereño, variante norteña del español peruano ribereño clásico (ver, departamento de Lima), en el que se percibían similitudes con el español ecuatorial y el limeño español peruano ribereño entre otras formas de español que colindaron en la principal región de la conquista española en Sudamérica. Es hablado por los habitantes de la costa del departamento de La Libertad hasta la costa del departamento de Tumbes.
Lo más resaltable fue el voseo en el tratamiento familiar, que algunos grupos humanos conservan en la zona próxima al departamento de Cajamarca. Esta región del Perú tiene una fuerte influencia del idioma muchik o mochica, hoy extinguido, conserva sí, algunos ligeros rasgos propios en la estructura tonal y la eliminación de la fricativa palatal sonora o /y/ intervocálica, sobre todo en el hablar de Sechura y Lambayeque.
El departamento de Lambayeque se puede decir, marca la frontera geográfica y la unión de diversos pueblos de la selva, el llano bosque seco ecuatorial, la sierra peruana (gran migración de habitantes criollos de Cajamarca), la costa peruana en general e inclusive los pueblos andinos del pacífico sur americano que se hallan más al norte. En esta zona se pueden identificar similitudes con el hablar del Ecuador entre sus pobladores criollos.
El departamento de Piura sin embargo, tiene un acento propio que contiene tanto la influencia del idioma muchik o mochica sumado al español ecuatorial encontrado en la costa pacífica del norte de Sudamérica.
- andino:

Es el más empleado en toda la sierra, An (más marcado en el ámbito rural) y tiene muchas similitudes con el habla ”estándar” de Ecuador y de la sierra centro. No obstante ser la base del español peruano popular y a diferencia de en aquellos países limítrofes, fue siempre estigmatizado por la gente de la costa y sobre todo la de Lima.Los departamentos macronorteños de este dialecto son: Cajamarca, Ancash, y la sierra de los departamentos de Piura y La Libertad.
'Principales características'
En lo fonológico se distingue típicamente por su tiempo lento y ritmo peculiar (acentuación grave), asibilamiento de /rr/ y /r/ y una aparente confusión entre las vocales /e/ y /o/ con la /i/ y la /u/, respectivamente (lo que en realidad ocurre es que los hablantes de castellano andino producen vocales intermedias entre /e/ - /i/ y entre /o/ - /u/[3] ). Además de pronunciar con mayor fuerza que en la costa el sonido de la “s” originalmente apical sin aspirar y de las consonantes en general, en detrimento de las vocales. Otros rasgos distintivos son la preservación del sonido de la “ll” a veces ultracorreccionado, y el cambio de la “c” y “g” implosivas por “j” /x/.
- amazónico:

Se desarrolló especialmente al contacto del español andino y limeño con las lenguas amazónicas sin que éstas sin embargo hayan influido mucho. Posee una distintiva estructura tonal. Hablado en la macronorte en los departamentos de Amazonas y San Martín.
Fonéticamente se caracteriza por:
La sibilante /s/ resiste a la aspiración
Hay confusión de “j” (aspirada en situación interior) con f (siempre bilabial).
Ej “San Fan”, San Juan
Hay oclusivización de las intermedias /b/ /d/ /g/ en ascenso tonal con aspiración y alargamiento de la vocal.
Los fonemas /p/ /t/ y /k/ se realizan con una aspiración
La /y/ tiende a africarse (al contrario de la costa).
También hay asibilación, no muy fuerte de vibrantes
El cambio en el orden sintáctico más reconocido es la anteposición del genitivo.
De Antonio sus amigas
También hay trastornos de concordancia genérica, etc.
- ecuatorial:

El español de la costa pacífica de Colombia corresponde al español ecuatorial.
El español ecuatorial, colombiano-ecuatoriano costeño o chocoano es un dialecto del idioma español, transición entre el dialecto caribeño y el peruano ribereño. Es hablado en la costa pacífica de Colombia y del Ecuador. El centro urbano principal de la región es Guayaquil. Hay importantes comunidades de raza negra principalmente en la costa pacífica, como el departamento colombiano de Chocó o la provincia ecuatoriana de Esmeraldas que le dan un toque "africano" al acento en esta región. En la macronorte es hablado en el departamento de Tumbes
1. Voseo en la macro norte:

Hablado principalmente en la sierra norteña, en provincias de las regiones de Cajamarca, Amazonas, La Libertad y Ancash.La característica del voseo en el norte del Perú es la combinación de voseo pronominal y tuteo verbal; en Celendín, Santiago de Chuco, el vos aún se emplea en las zonas rurales. Está en vías de desaparición.

### Belleza
El norte peruano destaca por tener muchos títulos de belleza femenina, para muchos la zona con las mujeres más bellas del Perú. La primera norteña es ganar un concurso fue una piurana, en el primer miss mundo donde Perú participó por primera vez en 1959, ella era la joven y bella mujer María Elena Rossel Zapata, quien fue la primera finalista. En 1967, Perú ganó la corona por primera vez en el concurso de Miss Mundo con Madeleine Hartog Bell, representante del Departamento de Piura y de familia sullanera, en diciembre de 2004 nuevamente otro título para el norte peruano, María Julia Mantilla ganó el título de Miss Mundo, natural de La Libertad. Otras destacadas Miss Perú Mundo son: Mariana Larrabure de Orbegoso, Viviana Rivasplata Aita, Marina Mora Montero (2.ª miss Mundo), Silvia Vanessa Cornejo Cerna, etc.
En el miss Universo, aunque ninguna norteña logró ser Miss Universo, si existen muchas que ganaron el certamen Miss Perú Universo: María Julia Mantilla, Natali Patricia Sacco Ángeles, Viviana Rivasplata Aita, Karen Susana Schwarz Espinoza, entre otras.
| Año  | Representante                     | Región      | Ranking    |
| ---- | --------------------------------- | ----------- | ---------- |
| 1967 | Madeline Hartog-Bel Houghton      | Piura       | Miss Mundo |
| 1977 | María Isabel Frías Zavala         | Cajamarca   |            |
| 1986 | Karin Mercedes Lindemann García   | Piura       |            |
| 1988 | Katia Mirella Escudero Lozano     | La Libertad |            |
| 1995 | Paola Dellepiane Gianotti         | Amazonas    |            |
| 1996 | Natali Patricia Sacco Ángeles     | La Libertad | Top 10     |
| 1997 | Claudia María Dopf Scansi         | Ancash      |            |
| 2000 | Verónica Rueckner                 | La Libertad |            |
| 2001 | Viviana Rivasplata Aita           | Lambayeque  |            |
| 2004 | María Julia Mantilla              | La Libertad | Miss Mundo |
| 2005 | Debora Susan Sulca Cravero        | Cajamarca   | Top 10     |
| 2006 | Fiorella Viñas Robles             | Lambayeque  |            |
| 2008 | Karol Stephanie Castillo Pinillos | La Libertad |            |
| 2009 | Karen Susana Schwarz Espinoza     | Amazonas    |            |